# Pokémon Chronicles
Pokémon Chronicles, delvist kendt i Japan som Pocket Monsters Side Stories (ポケットモンスター サイドストーリー Poketto Monsutā Saido Sutōrī), er en spin-off-serie til Pokémon-TV-serien, som omhandler andre karakterer end Ash Ketchum
Den blev først sendt i Japan den 15. oktober 2002 på TV Tokyo og blev færdiggjort den 28. september 2004. En Engelsk lokalisering blev senere produceret og oprindeligt sendt i Storbritannien på Toonami, hvor den blev sendt mellem den 11. maj 2005 og den 5. oktober 2005. . Den fik premiere i USA på Cartoon Network den 3. juni 2006.
Fire DVDer blev udgivet i England, hvorimod USA aldrig har fået en hjemmeudgivelse af denne serie. All afsnit er blevet udgivet som bonusafsnit på de første seks sæson-bokssæt i Australien (Nyere udgivelser har ikke disse afsnit). Et bokssæt med alle 22 afsnit er også blevet udgivet i Australien.

## Afsnit
| Ep | Title | Japansk visning    | Engelsk visning    |
| -- | --- | ------------------ | ------------------ |
| 1  | "The Legend of Thunder (Part 1)" "Raikou – Ikazuchi no Densetsu" (ライコウ 雷の伝説)                                         | 30. december 2001  | 3. juni 2006       |
| 2  | "The Legend of Thunder (Part 2)" "Raikou – Ikazuchi no Densetsu" (ライコウ 雷の伝説)                                         | 30. december 2001  | 10. juni 2006      |
| 3  | "The Legend of Thunder (Part 3)" "Raikou – Ikazuchi no Densetsu" (ライコウ 雷の伝説)                                         | 30. december 2001  | 17. juni 2006      |
| 4  | "Pikachu's Winter Vacation"                                                                                                  | 22. december 2000  | 24. juni 2006      |
| 5  | "A Family That Battles Together Stays Together!" "Takeshi! Nibi Jimu wo Sukue!" (タケシ！ニビジムをすくえ!)                  | 3. december 2002   | 1. juli 2006       |
| 6  | "Cerulean Blues" "Hanada Jimu no Ribenji Matchi!" (ハナダジムのリベンジマッチ!)                                              | 10. december 2002  | 8. juli 2006       |
| 7  | "We're No Angels!" "Ganbare! Maemuki Roketto-dan!" (がんばれ！前向きロケット団)                                              | 17. december 2002  | 15. juli 2006      |
| 8  | "Showdown at the Oak Corral" "Ōkido-yashiki Daikessen!" (オーキド邸だいけっせん!!)                                           | 14. januar 2003    | 22. juli 2006      |
| 9  | "The Blue Badge of Courage" "Kasumi! Burū Bajji o Getto se yo!" (カスミ！ブルーバッジをゲットせよ!)                          | 25. februar 2003   | 22. juli 2006      |
| 10 | "Oaknapped!" "Pokémon Sōsa! Ōkido-hakase o Sagase!!" (ポケモン捜査網！オーキド博士をさがせ!!)                                | 8. april 2003      | 29. juli 2006      |
| 11 | "Celebi and Joy!" "Mō Hitotsu no Serebī Densetsu" (もうひとつのセレビィ伝説)                                                 | 2. september 2003  | 5. august 2006     |
| 12 | "A Date With Delcatty" "Kasumi Shinken Shōbu! Inochi Kakemasu!?" (カスミ真剣勝負！命かけます!?)                              | 7. oktober 2003    | 12. august 2006    |
| 13 | "Training Daze" "Roketto-dan Ai to Seishun no Genten" (ロケット団 愛と青春の原点)                                            | 30. september 2003 | 19. august 2006    |
| 14 | "Journey to the Starting Line!" "Masara Taun, Pokémon Torēnā no Tabidachi!" (マサラタウン、ポケモントレーナーの旅立ち)       | 14. oktober 2003   | 26. august 2006    |
| 15 | "Putting The Air Back In Aerodactyl!" "Pokémon Kenkyūsha Shigeru to Fukkatsu no Putera" (ポケモン研究者シゲルと復活のプテラ) | 16. april 2004     | 2. september 2006  |
| 16 | "Luvdisc Is A Many Splendored Thing!" "Kasumi to Rabukasu! Rabu Batoru!" (カスミとラブカス！ラブバトル!)                     | 14. september 2004 | 23. september 2006 |
| 17 | "Those Darn Electabuzz!" "Nanako to Rizādon! Honō no Mōtokkun!" (ナナコとリザードン！炎の猛特訓!)                            | 21. september 2004 | 23. september 2006 |
| 18 | "The Search for the Legend" "Amakakeru Densetsu Hiroshi to Faiyā!" (天駆ける伝説 ヒロシとファイヤー!)                        | 28. september 2004 | 30. september 2006 |
| 19 | "Of Meowth and Pokémon" "Deai no Mireniamu Taun" (出会いのミレニアムタウン)                                                  | 14. september 2005 | 7. oktober 2006    |
| 20 | "Trouble in Big Town" "Bokutachi Pichū Burazāzu – Fūsen Sōdō" (ぼくたちピチューブラザーズ·風船騒動)                          | 22. december 2005  | 21. oktober 2006   |
| 21 | "Big Meowth, Little Dreams" "Meitantei Nyāsu Sanjō!" (迷探偵ニャース参上!,)                                                  | 17. juni 2003      | 28. oktober 2006   |
| 22 | "Pikachu's Winter Vacation"                                                                                                  | 22. december 1998  | 25. november 2006  |